# Christoph Froschauer der Jüngere

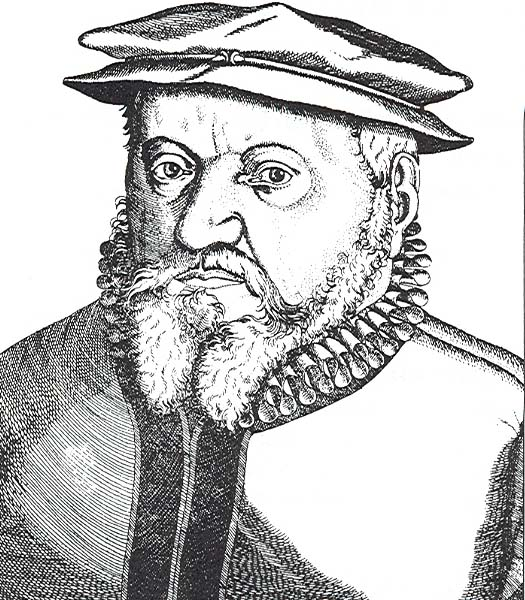
Christoph Froschauer der Jüngere

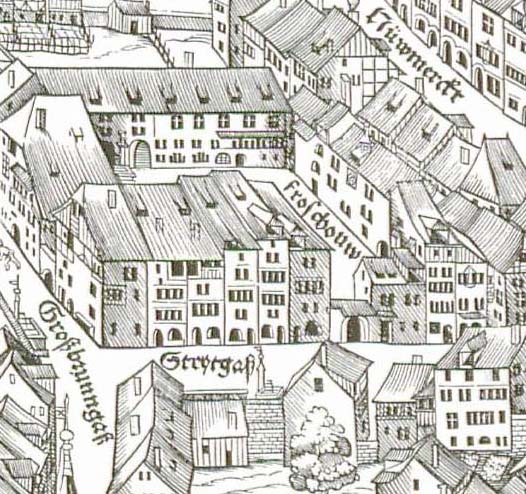
«Zur Froschau» in der Zürcher Altstadt. Ausschnitt aus dem Murerplan

Christoph Froschauer der Jüngere (* 1532; † 1585) war ein Zürcher Buchdrucker, Verleger und Buchhändler.

## Leben
Er war der Neffe des Buchdruckers Christoph Froschauer in Zürich, der sich vor allem durch den Druck von Zwinglis «Zürcher Bibel» einen Namen gemacht hatte. Nach dem Tod seines Onkels im Jahr 1564 führte er die Druckerei an der Froschaugasse weiter. Johannes Rudolf Wolf erwarb 1591 die Druckereieinrichtung.
Als Mitglied des Rates von Zürich sah Froschauer um 1574 das aus der Vogelperspektive gezeichnete farbige Gemälde der Stadt Zürich, das der Kartograf Jos Murer für die Stadt gemalt hatte. Er erkannte das Potential des Bildes und veranlasste Druck und Verkauf. Von der Erstausgabe des Murerplans von 1576 ist kein Exemplar mehr vorhanden.